# Tropaeolum magnificum
Tropaeolum magnificum är en krasseväxtart som beskrevs av Benkt U. Sparre. Tropaeolum magnificum ingår i släktet krassar, och familjen krasseväxter. Inga underarter finns listade i Catalogue of Life.